# Teodoció
Teodoció   (Efes, segle II - segle III)  fou un prosèlit jueu, hel·lenista, que traduí la Bíblia hebrea al grec. Tot i que no n'hi ha dades precises sobre les dates i els fets de la seva vida, els experts calculen que visqué a finals del segle I. Ireneu de Lió l'anomena Teodoció d'Efes.
Orígenes emprà la kaigé per omplir les llacunes de la Septuaginta en alguns passatges, com per exemple Samuel 17, 12 ss.; Jeremies 33, 14-26; 39, 4-13 i diversos del Llibre de Job. Els còdexs cristians progressivament rebutjaren la traducció del Llibre de Daniel de la Septuaginta i la substituïren amb la de la kaigé i Sant Jeroni ho explica al seu prefaci del Llibre de Daniel, tot afirmant que la traducció anterior d'aquest llibre era molt defectuosa. Les empremtes de la traducció de Teodoció també es noten a les versions i traduccions posteriors de la Bíblia, a Samuel 10, 1-24 i 1 Reis 1, 1-11. La kaigé és la versió que serveix de font per a les cites de l'Antic Testament al Pastor d'Hermas i a Trifo, de Justí el Màrtir.
Com Teodoció prefereix transliterar els noms hebreus de plantes, animals, ornaments rituals i certs mots de significat incert, en comptes de traduir-los, la seva lectura fou qualificada com de "difícil" per alguns editors renaixentistes (per exemple Bernard de Montfaucon).